# Pallanuoto ai Giochi della II Olimpiade - Convocazioni
Questa pagina contiene l'elenco dei pallanuotisti convocati al pallanuoto ai Giochi della II Olimpiade.
Non essendoci molte fonti scritte, ci sono opinioni contrastanti sui giocatori che parteciparono al torneo di pallanuoto; il Comitato Olimpico Internazionale (CIO) fornisce una lista ufficiale nel suo database che attribuisce ad ogni squadra sette giocatori, per un totale di 46 pallanuotisti partecipanti (Favier, Leriche e Traffel giocarono per entrambe le squadre del Pupilles de Neptune de Lille. Ma Bill Mallon, scrittore e cofondatore della Società internazionale degli storici olimpici, nel suo libro The 1900 Olympic Games, Results for All Competitors in All Events, with Commentary sostiene che al torneo abbiano partecipato più giocatori di quelli presenti nel database del CIO, e cioè altri cinque giocatori tra le file dell'Osborne Swimming Club #1, tre tra quelle del Brussels Swimming and Water Polo Club e quattro in quelle del Pupilles de Neptune de Lille #2, per un totale di 58 atleti.
Inoltre risulterebbero delle incongruenze storiche: Lister, pallanuotista dell'Osborne Swimming Club #1, risulta essere morto due settimane prima dell'inizio dei Giochi di febbre tifoide durante la guerra anglo-boera; Wilkinson disputò un incontro a Walsall durante il torneo olimpico, mentre Robinson e Derbyshire disputarono un incontro a Manchester due giorni dopo la finale del torneo.
Nel successivo elenco agli atleti riconosciuti dal CIO seguono, separati da una linea, gli atleti inseriti da Bill Mallon e non ufficialmente riconosciuti.

## Convocazioni

### Berliner Swimming Club
| N. | Pos. | Giocatore               | Data nascita (età)         | Pres. | Squadra                |
| -- | ---- | ----------------------- | -------------------------- | ----- | ---------------------- |
|    |      | Hans Aniol              |                            |       | Berliner Swimming Club |
|    |      | Paul Gebauer            |                            |       | Berliner Swimming Club |
|    |      | Max Hainle              | 23 febbraio 1882 (18 anni) |       | Berliner Swimming Club |
|    |      | Georg Hax               | 27 dicembre 1870 (29 anni) |       | Berliner Swimming Club |
|    |      | Gustav Lexau            |                            |       | Berliner Swimming Club |
|    |      | Herbert von Petersdorff | 2 gennaio 1882 (18 anni)   |       | Berliner Swimming Club |
|    |      | Fritz Scheider          |                            |       | Berliner Swimming Club |

### Brussels Swimming and Water Polo Club
|  |  | Henri Cohen      |                         |  | Brussels Swimming and Water Polo Club |  |  |  |
|  |  | Jean De Backer   |                         |  | Brussels Swimming and Water Polo Club |  |  |  |
|  |  | Victor De Behr   |                         |  | Brussels Swimming and Water Polo Club |  |  |  |
|  |  | Fernand Feyaerts | 1880 (20 anni)          |  | Brussels Swimming and Water Polo Club |  |  |  |
|  |  | Oscar Grégoire   | 27 marzo 1877 (23 anni) |  | Brussels Swimming and Water Polo Club |  |  |  |
|  |  | Auguste Michant  |                         |  | Brussels Swimming and Water Polo Club |  |  |  |
|  |  | Victor Sonnemans |                         |  | Brussels Swimming and Water Polo Club |  |  |  |
|  |  |                  |                         |  |                                       |  |  |  |
|  |  | Georges Romer    |                         |  | Brussels Swimming and Water Polo Club |  |  |  |
|  |  | Guillaume Séron  |                         |  | Brussels Swimming and Water Polo Club |  |  |  |
|  |  | Arthur Upton     |                         |  | Brussels Swimming and Water Polo Club |  |  |  |

### Libellule de Paris
| N. | Pos. | Giocatore         | Data nascita (età)        | Pres. | Squadra            |
| -- | ---- | ----------------- | ------------------------- | ----- | ------------------ |
|    |      | Bill Burgess ()   | 15 giugno 1872 (28 anni)  |       | Libellule de Paris |
|    |      | Jules Clévenot    | 20 agosto 1876 (23 anni)  |       | Libellule de Paris |
|    |      | Alphonse Decuyper | 1877 (23 anni)            |       | Libellule de Paris |
|    |      | Louis Laufray     | 1º ottobre 1881 (18 anni) |       | Libellule de Paris |
|    |      | Henri Peslier     | 4 gennaio 1880 (20 anni)  |       | Libellule de Paris |
|    |      | Pesloy            |                           |       | Libellule de Paris |
|    |      | Paul Vasseur      | 10 ottobre 1884 (15 anni) |       | Libellule de Paris |

### Osborne Swimming Club#1
|  |  | Tom Coe             | 1880 (20 anni)             |  | Osborne Swimming Club |  |  |  |
|  |  | John Derbyshire     | 29 novembre 1878 (21 anni) |  | Osborne Swimming Club |  |  |  |
|  |  | Peter Kemp          | 1878 (22 anni)             |  | Osborne Swimming Club |  |  |  |
|  |  | William Lister      | 1882 (18 anni)             |  | Osborne Swimming Club |  |  |  |
|  |  | Arthur Robertson    | 1879 (21 anni)             |  | Osborne Swimming Club |  |  |  |
|  |  | Eric Robinson       |                            |  | Osborne Swimming Club |  |  |  |
|  |  | George Wilkinson    | 3 marzo 1879 (21 anni)     |  | Osborne Swimming Club |  |  |  |
|  |  |                     |                            |  |                       |  |  |  |
|  |  | Robert Crawshaw     | 6 marzo 1869 (31 anni)     |  | Osborne Swimming Club |  |  |  |
|  |  | William Henry       | 28 giugno 1859 (41 anni)   |  | Osborne Swimming Club |  |  |  |
|  |  | John Jarvis         | 24 febbraio 1872 (28 anni) |  | Osborne Swimming Club |  |  |  |
|  |  | Victor Lindberg     | 26 luglio 1875 (25 anni)   |  | Osborne Swimming Club |  |  |  |
|  |  | Frederick Stapleton | 11 marzo 1877 (23 anni)    |  | Osborne Swimming Club |  |  |  |

### Pupilles de Neptune de Lille#1
| N. | Pos. | Giocatore          | Data nascita (età)         | Pres. | Squadra                        |
| -- | ---- | ------------------ | -------------------------- | ----- | ------------------------------ |
|    |      | Favier             |                            |       | Pupilles de Neptune de Lille#1 |
|    |      | Philippe Houben () | 4 giugno 1881 (19 anni)    |       | Pupilles de Neptune de Lille#1 |
|    |      | René Lériche       |                            |       | Pupilles de Neptune de Lille#1 |
|    |      | Georges Leuillieux | 3 agosto 1979 (21 anni)    |       | Pupilles de Neptune de Lille#1 |
|    |      | Ernest Martin      |                            |       | Pupilles de Neptune de Lille#1 |
|    |      | René Tartara       | 14 novembre 1881 (18 anni) |       | Pupilles de Neptune de Lille#1 |
|    |      | Charles Treffel    | 23 giugno 1875 (25 anni)   |       | Pupilles de Neptune de Lille#1 |

### Pupilles de Neptune de Lille#2
| N. | Pos. | Giocatore       | Data nascita (età)       | Pres. | Squadra                        |
| -- | ---- | --------------- | ------------------------ | ----- | ------------------------------ |
|    |      | Auguste Camelin |                          |       | Pupilles de Neptune de Lille#2 |
|    |      | Eugène Coulon   |                          |       | Pupilles de Neptune de Lille#2 |
|    |      | Bénoni Fardel   |                          |       | Pupilles de Neptune de Lille#2 |
|    |      | Kléber Fiolet   |                          |       | Pupilles de Neptune de Lille#2 |
|    |      | Pierre Gellé    |                          |       | Pupilles de Neptune de Lille#2 |
|    |      | Louis Marc      |                          |       | Pupilles de Neptune de Lille#2 |
|    |      | Louis Martin    |                          |       | Pupilles de Neptune de Lille#2 |
|    |      | Désiré Mérchez  | 16 agosto 1882 (17 anni) |       | Pupilles de Neptune de Lille#2 |

### Tritons Lillois
| N. | Pos. | Giocatore            | Data nascita (età)       | Pres. | Squadra         |
| -- | ---- | -------------------- | ------------------------ | ----- | --------------- |
|    |      | Joseph Bertrand      |                          |       | Tritons Lillois |
|    |      | Victor Cadet         | 17 giugno 1878 (22 anni) |       | Tritons Lillois |
|    |      | Maurice Hochepied    | 9 ottobre 1981 (18 anni) |       | Tritons Lillois |
|    |      | Leclerq              |                          |       | Tritons Lillois |
|    |      | Tisserand            |                          |       | Tritons Lillois |
|    |      | Charles Devendeville | 8 marzo 1882 (18 anni)   |       | Tritons Lillois |
|    |      | Jules Verbecke       |                          |       | Tritons Lillois |